# Grafton Manor (parish)
Grafton Manor var en civil parish från 1858 till 1933 då den blev en del av Dodford with Grafton och Bromsgrove, i grevskapet Worcestershire, i England. Civil parish var belägen 16 km från Worcester och hade 89 invånare år 1931.